# George Montagu Dunk
George Montagu Dunk, 2. hrabia Halifaksu KG (ur. 6 października 1716 w Dover, zm. 8 czerwca 1771 tamże) – brytyjski arystokrata i polityk.
Był najstarszym synem George’a Montagu, 1. hrabiego Halifax, i lady Mary Lumley, córki 1. hrabiego Scarborough. Od urodzenia nosił tytuł grzecznościowy "wicehrabiego Sunbury". Wykształcenie odebrał w Eton College oraz w Trinity College na Uniwersytecie Cambridge . Po śmierci ojca w 1739 r. odziedziczył tytuł 2. hrabiego Halifax i zasiadł w Izbie Lordów. W 1741 r. poślubił Anne Richards, dziedziczkę fortuny Thomasa Dunka. Halifax zmienił wówczas nazwisko na "Montagu Dunk".
Karierę polityczną Halifax zaczynał jako dworzanin Fryderyka, księcia Walii. W latach 1744–1746 był opiekunem Stajni Królewskich. W 1748 r. został pierwszym lordem handlu. Popierał rozwój handlu w koloniach północnoamerykańskich. Na jego cześć nazwano miasto Halifax, stolicę kolonii Nowa Szkocja. W marcu 1761 r. został mianowany Lordem Namiestnikiem Irlandii. Sprawował to stanowisko do 1763 r. W 1762 r. był dodatkowo przez kilka miesięcy pierwszym lordem Admiralicji.
W 1763 r. otrzymał stanowisko ministra północnego departamentu, a w 1763 r. został ministrem południowego departamentu. W 1762 r. zarządził nielegalne przeszukanie domu pisarza Johna Entincka, które doprowadziło do wyroku Sądu Spraw Pospolitych, który postawił wymóg, aby przeszukanie miało upoważnienie udzielone na podstawie ustawy lub common law. W 1763 r. wydał nakaz aresztowania Johna Wilkesa i innych redaktorów numeru 45 pisma North Briston, co również zostało uznane za nielegalne.
Lord Halifax utracił stanowisko ministra w 1765 r. Do gabinetu powrócił w 1770 r. na stanowisko Lorda Tajnej Pieczęci. W 1771 r. ponownie został ministrem północnego departamentu. Od 1749 r. był Lordem Namiestnikiem Northamptonshire. Dosłużył się również rangi generała-porucznika British Army. Zmarł w 1771 roku, pochowany został w Horton w Northamptonshire .  Nie pozostawił po sobie potomstwa. Wraz z jego śmiercią wygasł tytuł parowski.